# Always (musikalbum av Pebbles)
Always är det andra studioalbumet av Pebbles, utgivet den 11 september 1990 av MCA. Inför skapandet av albumet hade hon som mål att tysta de kritiker som på debutalbumet reducerat henne till en "ytlig danspopsångerska" vars framgång enbart berodde på uppbackning från stora musikproducenter. Pebbles anlitade sin make L.A. Reid och hans samarbetspartner Kenneth "Babyface" Edmonds att producera hela albumet med henne, vilket blev första gången som Reid och Babyface delade på producenttiteln med en artist. Always fortsatte i samma stil som debuten och utgjordes av R&B, pop och new jack swing. Reid och Babyface ville att albumet skulle reflektera Pebbles verkliga personlighet och vassa attityd. Vissa texter beskriver hur hon gör upp med en kärlekspartner som behandlat henne illa, andra är kärleksdeklarationer till Reid eller politiskt motiverade och beskriver problem kring droganvändning i samhället.
Efter utgivningen mottog Always mestadels positiv eller blandad kritik från musikjournalister. Vid den trettiotredje Grammy Awards-upplagan 1990 nominerades Pebbles i kategorin Best Female R&B Vocal Performance för albumspåret "Giving You the Benefit". Always gick in på tolfteplatsen på den amerikanska topplistan Top R&B/Hip-Hop Albums och nådde topp-fyrtio på mainstreamlistan Billboard 200. Always mottog ett guldcertifikat av Recording Industry Association of America (RIAA) två månader efter utgivningen och matchade till sist debutalbumets försäljningssiffror med en miljon sålda exemplar. Pebbles marknadsförde albumet både i TV och på radio i USA samt genom sin första konsertturné. Under 1991 åkte hon på en PR-turné i Europa och Japan.
Always gav upphov till fyra singelutgivningar varav tre nådde topp tio på den amerikanska R&B-listan. Huvudsingeln var "Giving You the Benefit", som hade framgång på flera olika format. Låten toppade R&B-listan i tre veckor och nådde fjärdeplatsen på poplistan Billboard Hot 100. Låten kom att rankas som en av årets framgångsrikaste singelutgivningar. MCA ville ge ut en ytterligare upptempokomposition som uppföljare till "Giving You the Benefit", men radiostationers efterfrågan på balladen "Love Makes Things Happen" var så pass stor att man ändrade sig och gav ut den som albumets andra singel i stället. Låten blev Pebbles fjärde i karriären att toppa den amerikanska R&B-topplistan. "Backyard" med rapparna Salt-N-Pepa och balladen "Always" släpptes som den tredje respektive fjärde singeln från albumet, och båda nådde högt på samma lista. 

## Bakgrund och utveckling
Den amerikanska sångerskan Pebbles inledde sin karriär som bakgrundssångare och låtskrivare åt musikgrupper som Con Funk Shun och Sister Sledge. År 1987 släpptes hennes självbetitlade debutalbum på MCA Records. Albumet blev en försäljningssuccé som mottog ett platinacertifikat av Recording Industry Association of America (RIAA) och hon blev därmed en av sin tids främsta utövare tillsammans med konkurrenter i samma nisch som Vanessa Williams, Janet Jackson, Whitney Houston och Paula Abdul. Albumet Pebbles gav upphov till flera stora hits, däribland "Take Your Time" som nådde tredjeplatsen på R&B-topplistan samt "Mercedes Boy" och "Girlfriend" vilka båda blev R&B-ettor och nådde andra- respektive femteplatsen på amerikanska poplistan. Hon nominerades till en Grammy Award-och utnämndes till "Crossover Queen" av den amerikanska tidskriften Black Radio Exclusive (en artist som är framgångsrik på flera olika format). Ebony beskrev Pebbles som en "kraft att räkna med" i musikindustrin. Trots de stora framgångarna var hon inte helt nöjd med albumets prestation och ville anstränga sig ännu mer kommande år.
Under skapandet av Pebbles träffade hon produktionsduon L.A. Reid och Kenneth "Babyface" Edmonds som bidrog med "Girlfriend" till albumet. Reid medgav i en intervju att han först trott att hon skulle vara ännu en "vacker och smart men måttligt talangfull sångerska" men fick snabbt se sig motbevisad när Pebbles visade att hon var "seriös" i inspelningsstudion. Inför skapandet av Always utvecklade de en nära arbetsrelation. Efter Pebbles skilsmässa från sin dåvarande make började duon dejta. I en intervju sa Reid: "Helt plötsligt slog det mig: 'Wow, jag har inte pratat med henne på två dagar' och det kändes jobbigt för mig. Det var då jag började fråga mig själv 'Vad är det egentligen för känslor jag känner nu'." Paret gifte sig under en liten ceremoni i Las Vegas 1989 och flyttade därefter från Los Angeles till Atlanta då Pebbles väntade parets första barn och ville att det skulle få en säker uppväxt i en "afroamerikansk stad med starka afroamerikanska ledare". Äktenskapet medförde att Pebbles expanderade utöver sin solokarriär som sångare. Hon blev instrumental under etablerandet av Reids nygrundade LaFace Records och hjälpte marknadsföra skivbolaget som sydstaternas version av Motown. Pebbles fokuserade på att upptäcka och kultivera nya musikakter och guidade både Toni Braxton och Tony Rich. Parallellt med skapandet av musik till sin egen solokarriär grundade hon det egna produktionsbolaget Pebbitone.

## Inspelning och koncept
Inför skapandet av en uppföljare till Pebbles var målet att den nya musiken skulle etablera henne som en legitim artist och bevisa att hon kunde vara framgångsrik i sin egen rätt trots uppbackning av stora musikproducenter. I en intervju med Billboard kommenterade hon: "Det gör mig arg när folk säger att min framgång bara är tack vare L.A. och Babyface. Det handlar faktiskt inte bara om dina producenter. Jag hjälpte till att producera hela albumet och skrev titelspåret själv. Allt som gjordes till albumet gjordes tillsammans. Folk tenderar att bara prata om det uppenbara [Pebbles äktenskap med L.A. Reid]. Dom [L.A. Reid och Babyface] kommer vara dom första att berätta att Pebbs var helt delaktig. Vi diskuterade, vi arbetade tillsammans. Vi använde våra talanger tillsammans och det låter helt annorlunda sångmässigt än mitt första album." Reid ansåg att Pebbles tidigare danspop-singlar som "Girlfriend" och "Mercedes Boy" och de medföljande musikvideorna hade bidragit till en bild av en ytlig artist med mindre talang. Han sade:
| ” | Pebbles som artist var tvungen att övervinna ett stigma till följd av vilka låtar hon kom ut med på första albumet och den typ av artist hon porträtterades som. På det här albumet så vänder vi stigmat och visar folk att hon är en legitim artist. Hennes talang överskuggas lätt av hennes skönhet och det faktum att L.A. och Babyface producerar. | „ |

Albumet blev det första projektet där L.A. Reid och Babyface delade på producenttiteln med en artist. Hon stannade ofta kvar i inspelningsstudion efter att Reid och Babyface avslutat för dagen för att finslipa kompositioner och justera låttexter. Pebbles beskrev Always som hennes "främsta arbete" och sade i en intervju: "Jag bryr mig inte om jag bara säljer fem exemplar, jag känner att jag gjort mitt livs musikalbum." Ernie Singleton, MCA Records president för skivbolagets afroamerikanska musikdivision, jämförde albumet med föregångaren och kommenterade: "Genomgående temat i produktionen är mognad. Produktionen håller hög nivå. Djup i hennes sångröst finns där, hon har hittat sig själv [som artist] och hela hennes dimension visas under albumets speltid. Det finns många tankeväckande budskap." Majoriteten av albumet spelades in i Pebbles och Reids privata inspelningsstudio i deras herrgård utanför Atlanta i Georgia. Andra delar av albumet skapades främst i Hollywood i Kalifornien vid ett flertal inspelningsstudios som Elumba Recording Studios, Skip Saylor Recording, Summa Music Group, Wide Tracks Studios och Galaxy Sound Studios. Flera artister bidrog med bakgrundssång på albumet, däribland After 7, Karyn White och Pebbles kusin Cherrelle. Om att arbeta med Pebbles i inspelningsstudion sade Reid: "Pebbs tog kommandot över hela projektet. Om [Baby]Face och jag tappade gnistan kom hon in med en nytändning. Så hon fick inte [producent] titeln bara för att hon är min hustru."

## Komposition och teman
"Vi jobbade hårt för att behålla min personlighet på det här albumet. De flesta av låtarna reflekterar exakt hur jag känner. 'Say a Prayer', min personliga favorit, är dedikerad till alla dom som kämpar med missbruk och behöver extra stöd. 'Backyard' är definitivt riktiga livet och 'Always' är såklart tillägnad min make."
Standardversionen av Always innehåller nio låtar och ett mellanspel. Albumet har en total speltid på femtiotre minuter och tjugotre sekunder (53:23). Albumet innefattar flera musikgenrer så som R&B, pop och new jack swing i en blandning av långsamma ballader och upptempokompositioner.
Det inleds med "Giving You the Benefit" som sätter tonen för resten av innehållet. Den är en poplåt i upptempo som lutar sig åt R&B och new jack swing. Den innefattar funkiga gitarr-beats, bultande trummor och vassa piano-riffs. Pebbles levererar sitt sångframförande med attityd och självsäkerhet medan hon riktar en känga mot sin man som spenderar tid med andra istället för henne: "Lately I've been trying to figure out your mind/ And why you keep dissing me/ Poor little me". Hon gör klart för honom att om han vill att relationen ska hålla måste han börja leverera, annars kommer hon lämna honom. Hon sjunger: "Cause I can make it rough, I can make it tough, but I won't/ Well, I'll be giving you the benefit of the doubt". "Backyard" beskrevs av webbplatsen UB som en "het danslåt" och gästas av de amerikanska rapparna Salt-N-Pepa. Den är en New jack swing-komposition och har beskrivits som en uppföljare till Pebbles "Girlfriend" (1987). Texten är en varning till väninnor att vara vaksamma på andra kvinnor som försöker stjäla deras män: "If you see somebody standing in your own backyard/ They're out to get your man, girl don't you let them in". Som de flesta andra låtarna på Always var låttexten hämtad från en riktig erfarenhet i Pebbles liv som hon beskrevs som "väldigt sårande".
"['Say a Prayer for Me'] är personlig för mig. Det är en 'låt mig hjälpa dig-låt' som i skapandeprocessen även hjälpte mig själv. Killarna [Reid och Babyface] började skriva den och vi färdigställde den tillsammans. Den handlar om allt det vi ser och hör om [drogmissbruk]. Refrängen gör att man vill sjunga med och berör verkligen, man ber om en bön. Det är en speciell låt."
"Love Makes Things Happen" är en R&B- och quiet storm-ballad som framförs som duett med Babyface. Texten beskriver oväntad förälskelse och musiken har beskrivits som "lågmäld" och "melodiös" och jämfördes med Johnny Gills "My, My, My" (1990). I upptempokompositionen "Say a Prayer for Me" uttrycker Pebbles sina tankar om samhällsproblem och droganvändning och beskrevs av henne själv som albumets mest personliga låt. "Why Do I Believe" beskrevs av Billboard som en "fyllig, romantisk ballad".
"Always" är en romantisk R&B-ballad som hyllar kärlek och beskriver en kvinna som alltid kommer älska sin man. Texten skrevs av Pebbles och Sambello och är ett steg bort från hennes tidigare teman om svek och andras oärlighet. Låten inleds med en dialog tillsammans med Pebbles kusin, sångerskan Cherrelle, som beskriver hur hon älskar sin partner. Under refrängen backas hon upp av Cherrelle, Johnny Gill och Babyface som sjunger bakgrundssång. "Stay With Me" beskrevs av Michele Johnson från Classic Rock History som en typisk Simmons-komposition. Den är en popballad med R&B-beats som ackompanjeras av "varsamt" sångframförande av Pebbles som använder sitt ljusare register. Johnson beskrev låten som både "sexig" och "vacker" och "perfekt för kvällslyssning med en partner". Texten beskriver villkorslös kärlek och om att alltid finnas där och vara lojal mot sin partner. Hon är glad att hon äntligen hittat "den rätta" efter att ha varit ensam länge och lovar partnern att alltid älska honom.

## Utgivning och marknadsföring

### Utgivning, format och omslag
Always släpptes av MCA i USA den 11 september 1990 på CD, kassett och LP. Två versioner trycktes upp av albumet- utöver standardversionen en Limited Edition med en längre klubbmix av "Giving You the Benefit" som bonusspår. MCA anordnade en premiärfest för utgivningen av albumet och bjöd in artister, skivbolagschefer och anställda. Always gavs ut i en mängd länder under samma år, däribland Kanada, Storbritannien, kontinentala Europa, Mexiko, Venezuela och Colombia. I Japan släpptes albumet första gången 25 oktober och återutgavs därefter tre gånger. Always möjliggjordes för digital nedladdning den 15 december 2006. Omslaget till albumet visar en närbild på Pebbles ansikte och överkropp. Omslaget skapade kontrovers då Pebbles anklagades "överge sin afroamerikanska målgrupp för att istället "se vit ut" tack vare plattat hår och ljust smink. Omslaget till hennes debutalbum Pebbles mottog även kritik, men då för att hon framställdes mörkare än naturligt. Om kritiken kommenterade Pebbles att hon var "chockad" och "sårad" och sa: "Först och främst, jag är afroamerikan. Mitt hår och min hud ser ut såhär för jag föddes såhär."

### Marknadsföring
Inför utgivningen av Always noterade tidskriften BLK att MCA förväntades starta en "storskalig PR-kampanj". Den 15 oktober framförde Pebbles "Giving You the Benefit" i musikprogrammet Club MTV. Hon marknadsförde albumet i Arsenio Hall, Big Break with Natalie Cole var värd i Friday Night Videos tillsammans med Whitney Houston samt uppträdde och intervjuades i Party Machine With Nia Peeples. Den 29 januari var hon en av presentatörerna vid prisceremonin American Music Awards som sändes på ABC. Under första kvartalet av 1991 begav sig Pebbles ut på en konsertturné i Europa och Japan för att öka medvetenheten om hennes musik på dessa musikmarknader, där hon vid tidpunkten inte haft några kommersiella framgångar. I en intervju till Billboard sa hon: "Där tror dom inte riktigt på mig än. Jag måste åka dit och låta dem se vem jag är. Även publiken här [i USA] känner inte mig på riktigt. Dom kanske har en aning, men med tiden så kommer albumet visa en djupare sida." Under sommaren samma år begav sig Pebbles ut på sin första Nordamerikanska konsertturné.
I juni och juli var hon en av de uppträdande akterna vid den årliga festivalen Budweiser Superfest tillsammans med artister som LL Cool J, Keith Sweat, Digital Underground och Babyface. I juni besökte Pebbles Nordstroms varuhus i Oak Brook, Illinois, en förort till Chicago. Besöket beskrevs som ett "ovanligt" PR-jippo av tidskriften Black Radio Exclusive och drog in över 1000 besökare. Pebbles sjöng sina låtar acapella och skrev autografer i sammanlagt tre timmar. En närbelägen skivbutik sålde slut på alla exemplar av Always samma dag.

### Singlar
"Giving You the Benefit" gavs ut som huvudsingel från Always. Låten blev en crossoverhit efter utgivningen när den blev Pebbles tredje listetta på Hot R&B/Hip-Hop Songs och hennes tredje topp-tio notering på amerikanska poplistan. På R&B-listan låg den etta i tre sammanhängande veckor från 6 september medan den som bäst nådde fjärdeplatsen på poplistan den 27 oktober och låg inom topp-tio i totalt fyra veckor. "Giving You the Benefit" blev Pebbles största R&B-hit och hennes sista singelutgivning att nå topp-tio på popmarknaden i karriären. Vid årets slut rankade Cash Box låten som en av årets största hits i kategorin pop och den tredje största R&B-utgivningen. Enligt R&R Magazine var låten årets näst-största singel inom formatet urban efter Bell Biv Devoe och deras "B.B.D. (I Thought It Was Me)?".
"Love Makes Things Happens" gavs ut som albumets andra singel i november 1990. MCA hade initialt planerat att ge ut en ytterligare upptempolåt som uppföljare till "Giving You the Benefit" men "Love Makes Things Happens" var redan populär på radio och skivbolaget valde därför att ge ut den låten istället. Efter den officiella utgivningen blev "Love Makes Things Happens" den mest tillagda (most added) i R&B-radiostationers spellistor två veckor i rad. Den nådde förstaplatsen på R&B-listan den 26 januari 1991 och blev därmed Pebbles fjärde förstaplatsnotering. Den blev L.A. Reid och Babyface' nittonde listetta på topplistan som producenter inom loppet av fyra år. På poplistan nådde låten plats 13 i mitten på januari. Remixversionen av "Backyard" gavs ut som albumets tredje singel den 12 mars 1991. Låten blev den mest tillagda i spellistor bland radiostationer som spelade R&B. Låten nådde fjärdeplatsen på R&B-listan i maj. MCA gav ut "Always" som albumets fjärde och sista singel den 10 juni 1991 tack vare låtens popularitet på radio. Sista veckan i månaden rapporterade Billboard att låten var en av de mest spelade på amerikanska R&B-radiostationer. Den klättrade på R&B-listan under sommaren och nådde till sist plats 13. Trots att låten inte nådde topp-tio så uppehöll den sig lika länge på topplistan som Pebbles tidigare singlar från albumet och blev en radiohit.

## Mottagande

### Professionella recensioner
Ed Hogan från Allmusic gav Always tre och en halv stjärna av fem möjliga. Han lyfte fram "Giving You the Benefit" och "Backyard" som albumets höjdpunkter. Billboard skrev: "Snärtiga första singeln 'Giving You the Benefit' är redan en stor hit för Pebbles och lämnar lite tvivel att hon kommer toppa både pop och svarta listor. 'Backyard', med dess rådgivning från Pebbles, kan lätt ses som 'Girlfriend del II'. Även om balladerna är toppen så är det upptempokompositionerna som verkligen är vinnarna här, särskilt 'Give It to Me' och 'Good Thang'." Lynn Norment från Ebony beskrev albumet som en "het produkt" som "fångar all funk och energi som definierar den nya generationens unga musikskapare". Hon skrev: "På den nya produkten är det pulserande 'Giving You the Benefit' som sätter tonen. Men minst lika berörande är ömsinta 'Why Do I Believe', den sensuella 'Stay With Me' och den magstarka 'Backyard'." Norment sammanfattade recensionen med att skriva: "Artisten visar även sina talanger i inspelningsstudion som låtskrivare och producent. Det är första gången som L.A. och Babyface delar på titlarna som producent med en annan artist. Undantaget är väl motiverat." Entertainment Weekly gav albumet C- i betyg och skrev: "Anonym R&B utan en enda yttring till attityd som gjorde Pebbles tidigare hits så roliga." Ron Fell från Gavin Report kommenterade: "Det faktum att Pebbles listas som medproducent på hennes nya album Always är kanske inte till någon stor förvåning men det markerar första gången som L.A. Reid och Babyface delar på titeln med någon. Det faktum att L.A. Reid och Pebbles är makar kanske har något med det att göra." Music & Media beskrev Always som ett "högst kommersiellt discoalbum" och lyfte fram "Giving You the Benifit", "Give It To Me" och "Always" som höjdpunkter.
Webbplatsen Soul Bounce recenserade albumet år 2010 och ansåg att Pebbles gjort ett "beständigt" intryck inom musik under tidiga 1990-talet. År 2022 rankade Classic Rock History flera låtar från albumet på deras lista över Pebbles bästa låtar i karriären. "Always" och "Love Makes Things Happen" hade andra respektive förstaplatsen på topplistan. År 2021, vid trettioårs jubileet av Always, recenserades albumet av webbplatsen On This Day In Pop. Recensenten skrev: "Always är ett album med attityd och känsla - några riktigt medryckande new jack swing-dängor ackompanjerade med magnifika ballader. Pebbles hade rösten och uttrycket att omedelbart kunna gå från djärv till sårbar, och ändå var det ett utsökt och enhetligt opus."

### Priser och nomineringar
Vid den trettiotredje Grammy Awards-upplagan år 1990 var Pebbles nominerad i kategorin Best Female R&B Vocal Performance för "Giving You the Benefit". Andra i samma kategori var Janet Jackson för "Alright", Patti LaBelle för "I Can't Complain", Regina Belle för "Make It Like It Was" och Anita Baker med hennes "Compositions". Pebbles förlorade utmärkelsen till Baker.
| År   | Ceremoni      | Kategori                          | Mottagare                | Resultat  |
| ---- | ------------- | --------------------------------- | ------------------------ | --------- |
| 1990 | Grammy Awards | Best Female R&B Vocal Performance | "Giving You the Benefit" | Nominerad |

## Försäljning och eftermäle

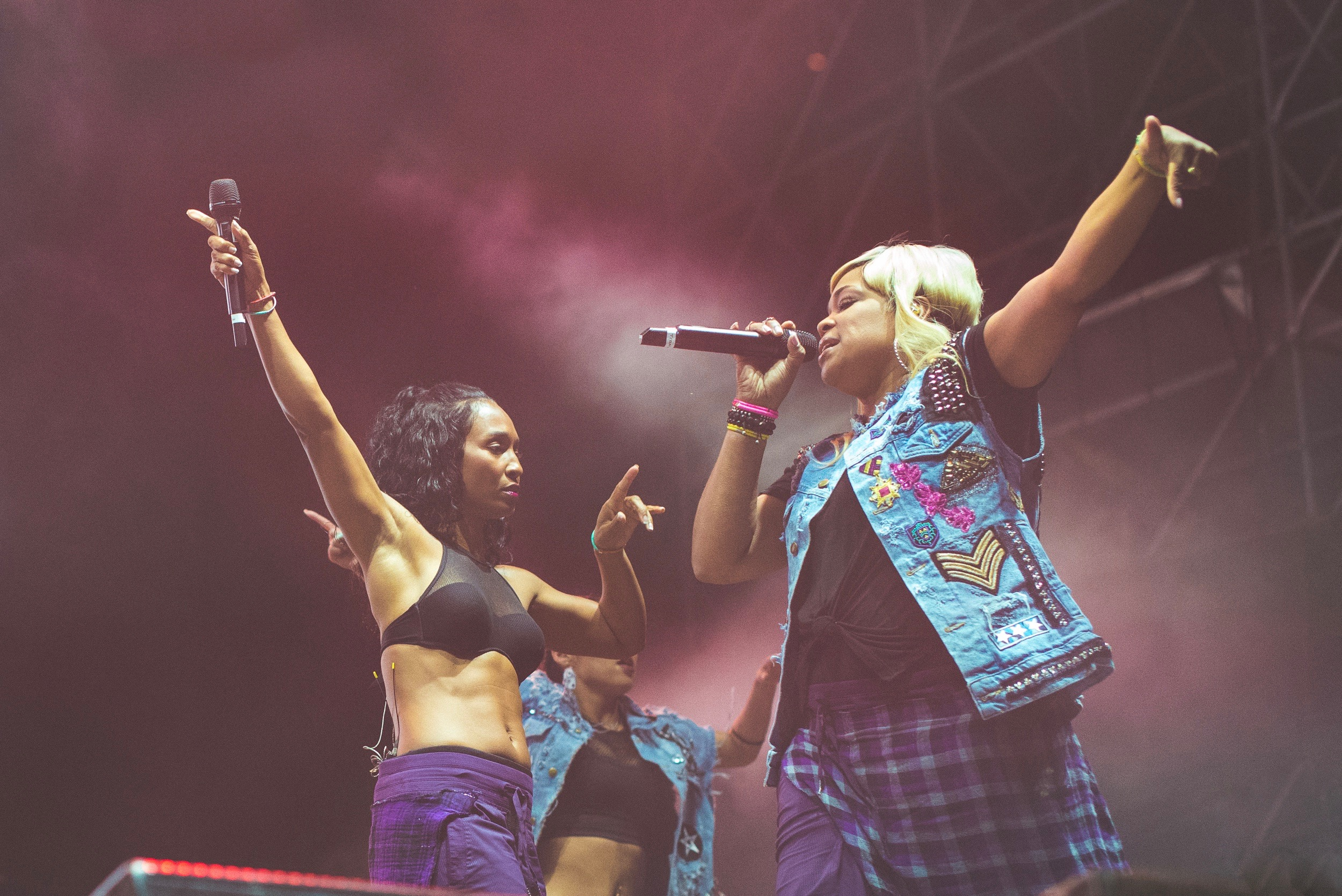
Pebbles gjorde ett uppehåll från sin musikkarriär efter utgivningen av Always för att istället bli mentor och manager åt musikgruppen TLC (på bilden).

På mainstreamlistan Billboard 200 gick Always in på plats 112 den 29 september. Följande två veckor, samtidigt som "Giving You the Benefit" låg etta på R&B-singellistan, klättrade albumet först till plats 70 för att sedan nå plats 56. Den 17 november nådde albumet plats 37, vilket blev dess högsta notering på listan. Always befann sig på den i totalt 36 veckor. På Top R&B/Hip-Hop Albums noterades Always för första gången den 6 oktober på plats 45. Följande vecka klättrade albumet till plats 33. Albumet klättrade långsamt uppför listan under kommande veckor tills den nådde tolfteplatsen den 17 november, blockerad att nå topp tio av Bakers Compositions (1990) och Bell, Biv Devoes Poison (1990). Always låg på listan i totalt 52 veckor, vilket var tio veckor längre än föregångaren Pebbles.
Direkt efter utgivningen sålde Always i snabbare takt än föregångaren Pebbles. Albumet mottog ett guldcertifkat av Recording Industry Association of America (RIAA) den 14 november 1990. I en intervju kommenterade Singleton albumets kommersiella framgång: "Försäljningen har redan varit stark och ökar momentum nu inför julhandeln. Vi förväntar oss att albumet kommer nå dubbel platina status." Försäljningen blev lägre än förväntat men matchade till sist debutalbumets siffror med en miljon sålda exemplar i USA. Albumets framgångar cementerade Reid och Babyface' status som en av deras tids främsta hitskapare. I en intervju med Lynn Norment från Ebony kommenterade Pebbles: "Alla trodde att jag skulle bli en one-hit wonder. Det här albumet gjordes som ett motbevis. Men det har gått så mycket bättre än jag någonsin kunnat föreställa mig. Det är en fantastisk känsla!".
Efter utgivningen av Always skiftade Pebbles fokus från sin solokarriär till Pebbitone och att upptäcka nya artister. Hon hade en vision att sätta samman en musikgrupp som skulle skapa musikhistoria. Via kontakter fick hon kontakt med Tionne "T-Boz" Watkins som var i en grupp med namnet 2nd Nature tillsammans med Lisa "Left Eye" Lopes och Crystal Jones. Pebbles ändrade namnet till TLC och bytte ut Jones för sångerskan Rozonda "Chilli" Thomas. Hon lärde dem att uppträda och utvecklade deras image och stil. När Pebbles kände att gruppen var redo anordnade hon en träff med sin make L.A. Reid som följaktligen erbjöd dem ett skivkontrakt med LaFace. Med Pebbles som mentor och manager blev TLC en av världens mest framgångsrika musikgrupper under 1990-talet. År 1993 grundade Pebbles det egna skivbolaget Savvy Records och år 1995 återvände hon till sin musikkarriär med studioalbumet Straight from My Heart som blev hennes första att inte produceras av Reid och Babyface.

## Låtlista
Information hämtad från Discogs. Alla spår är producerade av L.A. Reid, Babyface och Pebbles om inte annat anges
| 1.  | "Giving You the Benefit"                        | Kenneth Edmonds, Antonio Reid             |                     | 5:41 |
| 2.  | "Backyard" (featuring Salt-N-Pepa)              | Edmonds, Reid, Cheryl James               |                     | 5:56 |
| 3.  | "Love Makes Things Happen" (duett med Babyface) | Edmonds, Reid                             |                     | 5:10 |
| 4.  | "Say a Prayer for Me"                           | Edmonds, Reid                             |                     | 5:15 |
| 5.  | "Why Do I Believe" (Prelude)                    | Edmonds                                   |                     | 1:05 |
| 6.  | "Give It to Me"                                 | Edmonds, Reid                             |                     | 4:10 |
| 7.  | "Why Do I Believe"                              | Edmonds                                   |                     | 3:53 |
| 8.  | "Always" (featuring Cherrelle)                  | Danny Sembello, Pebbles                   |                     | 5:33 |
| 9.  | "Stay with Me"                                  | Kevin Roberson, Daryl Simmons, Pebbles    | Daryl Simmons, Kayo | 4:38 |
| 10. | "Good Thang"                                    | Edmonds, Reid, Roberson, Simmons, Pebbles |                     | 4:25 |

| 11. | "Giving You the Benefit" (Extended Club Mix) | Edmonds, Reid |  | 7:41 |

## Topplistor
| Lista (1990)                           | Högsta position |
| -------------------------------------- | --------------- |
| Kanada Top Albums/CDs (RPM)            | 68              |
| USA Billboard 200                      | 37              |
| USA Top R&B/Hip-Hop Albums (Billboard) | 12              |

| Lista (1990)                           | Högsta position |
| -------------------------------------- | --------------- |
| USA Top R&B/Hip-Hop Albums (Billboard) | 25              |

## Certifikat
| USA (RIAA)                                                                     | Guld | 1 000 000 × |
| ^ avser siffror baserade på certifikat × avser siffror baserade på försäljning |      |             |

## Utgivningshistorik
| Land    | Datum              | Utgåva                   | Format              | Skivbolag | Ref.          |
| ------- | ------------------ | ------------------------ | ------------------- | --------- | ------------- |
| USA     | 11 september 1990  | Standard Limited Edition | CD kassett LP       | MCA       | [ 15 ] [ 16 ] |
| Diverse | (okänt datum) 1990 | Limited Edition          | CD                  | MCA       | [ 16 ]        |
| Japan   | 25 oktober 1990    | Limited Edition          | CD                  | MCA       | [ 54 ]        |
| Japan   | 21 juni 1991       | Limited Edition          | CD                  | MCA       | [ 55 ]        |
| Japan   | 5 juli 1991        | Limited Edition          | CD                  | MCA       | [ 56 ]        |
| Japan   | 23 mars 1996       | Limited Edition          | CD                  | MCA       | [ 57 ]        |
| Diverse | 15 december 2006   | Limited Edition          | Digital nedladdning | MCA       | [ 18 ]        |